# Championnat du Danemark de football 1917-1918
Navigation
Saison précédente Saison suivante
La saison 1917-1918 du Championnat du Danemark de football était la 5e édition d'une compétition de niveau national au Danemark.
Dix clubs participent à la compétition nationale. Les 6 clubs de Copenhague disputent un championnat qui offre au premier une place en finale nationale où il retrouve le vainqueur d'un tournoi qui oppose les champions des autres régions du Danemark. 
C'est le KB Copenhague qui remporte la finale nationale en battant le Randers FC. C'est le 4e titre de champion du Danemark de l'histoire du club en 5 saisons.

## Les 10 clubs participants
| - Région de Copenhague : - KB Copenhague - B 93 Copenhague - BK Frem Copenhague - Boldklubben 1903 - Akademisk Boldklub - Velo Hellerup | - Champions régionaux : - Randers FC - Odense BK - Fredriksborg IF - BK 01 Nykobing |

## Compétition

### Tournoi de Copenhague
Les 6 clubs de Copenhague s'affrontent au sein d'une poule où chaque équipe rencontre 2 fois ses adversaires, à domicile et à l'extérieur.
| Rang | Équipe             | Pts | J  | G | N | P | Bp | Bc | Diff |
| ---- | ------------------ | --- | -- | - | - | - | -- | -- | ---- |
| 1    | KB Copenhague (T)  | 17  | 10 | 8 | 1 | 1 | 46 | 14 | +32  |
| 2    | BK Frem Copenhague | 12  | 10 | 5 | 2 | 3 | 32 | 21 | +11  |
| 3    | B 93 Copenhague    | 11  | 10 | 4 | 3 | 3 | 31 | 18 | +13  |
| 4    | Boldklubben 1903   | 10  | 10 | 4 | 2 | 4 | 22 | 24 | -2   |
| 5    | Akademisk Boldklub | 9   | 10 | 4 | 1 | 5 | 27 | 21 | +6   |
| 6    | Velo Hellerup      | 1   | 10 | 0 | 1 | 9 | 9  | 69 | -60  |

|  | Qualification pour la finale nationale |
|  | (T) : Tenant du titre                  |

- Le KB Copenhague est qualifié pour la finale nationale.

### Tournoi provincial
La compétition a lieu sous forme de coupe, avec match simple.
|  | Demi-finales    | Demi-finales    |            |   | Finale | Finale |
|  |                 |                 |            |   |        |        |
|  |                 |                 |            |   |        |        |
|  |                 |                 |            |   |        |        |
|  | Odense BK       | 2               |            |   |        |        |
|  | Odense BK       | 2               |            |   |        |        |
|  | Randers FC      | 3               |            |   |        |        |
|  | Randers FC      | 3               | Randers FC | 2 |        |        |
|  |                 |                 | Randers FC | 2 |        |        |
|  |                 | Fredriksborg IF | 0          |   |        |        |
|  | Fredriksborg IF | Fredriksborg IF | 0          | 3 |        |        |
|  | Fredriksborg IF |                 |            | 3 |        |        |
|  | BK 01 Nykobing  | 1               |            |   |        |        |
|  | BK 01 Nykobing  | 1               |            |   |        |        |

- Randers FC est qualifié pour la finale nationale.

### Finale nationale
|  | KB Copenhague | 5 - 2 | Randers FC |  |  |
|  |               |       |            |  |  |

## Bilan de la saison
| Tableau d'Honneur                   |               |
| Compétition                         | Vainqueur     |
| Championnat du Danemark de football | KB Copenhague |